# Villa Mordoch
La Villa Mordoch (en grec moderne : Βίλα Μορντόχ) est une villa historique de Thessalonique, en Grèce, située sur l'avenue de la Reine Olga (el).  
Elle est érigée en 1905 par Xenophón Paionídis (en) pour le compte de Seifoulah Pacha, général de l'armée ottomane. En 1923, la villa est achetée par les frères Salom, avant de devenir propriété de Samuel Mordoch. La famille de ce dernier, qui a occupé les lieux jusqu'en 1940, a laissé son nom à l'édifice.  

De 1986 à 2012, la Villa Mordoch abrite la galerie d'art municipale (en), avant que celle-ci ne soit transférée à la Villa Bianca. Elle accueille depuis lors les services publics de la municipalité de Thessalonique.